# Cascales (canton)
Cascales est un canton d'Équateur situé dans la province de Sucumbíos.